# Kostajnik (gmina Krupanj)
Kostajnik (cyr. Костајник) – wieś w Serbii, w okręgu maczwańskim, w gminie Krupanj. W 2011 roku liczyła 924 mieszkańców.